# Cellule départementale de recueil de traitement et d'évaluation
 (juin 2024).
Si vous disposez d'ouvrages ou d'articles de référence ou si vous connaissez des sites web de qualité traitant du thème abordé ici, merci de compléter l'article en donnant les références utiles à sa vérifiabilité et en les liant à la section « Notes et références ».
La cellule départementale de recueil de traitement et d'évaluation, ou cellule départementale de recueil des informations préoccupantes (CRIP), est un dispositif lié à la protection de l'enfance en France.
« La mise en œuvre de la loi du 5 mars 2007 réformant la protection de l’enfance implique des modifications importantes,
notamment parce qu’il crée dans chaque département une cellule de recueil, de
traitement et d’évaluation des situations de danger ou de risques de danger pour
l’enfant et l’adolescent, et parce qu’il détermine les règles du partage d’informations
entre professionnels. » Le guide de la cellule départementale de recueil de traitement et d'évaluation, 2008.
La loi sur la protection de l'enfance en danger en France a été promulguée le 5 mars 2007, et a été publiée au Journal officiel du 6 mars 2007. Le texte définitif du projet de loi avait été adopté le 22 février 2007, l’Assemblée nationale ayant adopté sans modification le texte déjà adopté par le Sénat le 12 février 2007. Présenté en Conseil des ministres le 3 mai 2006, le projet de loi avait été adopté en première lecture par le Sénat le 21 juin 2006 et par l’Assemblée nationale le 11 janvier 2007.

## Création de cellule départementale de recueil de traitement et d'évaluation
La loi du 5 mars 2007 réformant la protection de l’enfance charge le président du conseil
général du recueil, du traitement et de l’évaluation des informations préoccupantes concernant
les enfants en danger ou en risque de danger. On entend par information préoccupante tout
élément d’information, y compris médical, susceptible de laisser craindre qu’un enfant se trouve
en situation de danger ou de risque de danger, puisse avoir besoin d’aide, et qui doit faire l’objet
d’une transmission à la cellule départementale pour évaluation et suite à donner.
Le nouvel article L. 226-3 du code de l’action sociale et des familles issu de la loi du 5 mars 2007
définit ainsi le rôle du président du conseil général :
« Le président du conseil général est chargé du recueil, du traitement et de l’évaluation, à tout moment et quelle qu’en soit l’origine, des informations préoccupantes relative aux mineurs en danger ou qui risquent de l’être. »
Une telle responsabilité lui confère un rôle pivot dans l’organisation et l’animation de la cellule
départementale créée par la loi. Cette cellule de recueil, de traitement et d’évaluation des
informations préoccupantes, doit contribuer à clarifier et à fiabiliser les procédures depuis
la transmission d’une information à la cellule jusqu’à la décision.

### La cellule départementale: un rôle central
Elle constitue une interface, en premier lieu, avec les services propres au département (protection
maternelle et infantile, action sociale et aide sociale à l’enfance), mais également avec les
juridictions et principalement le parquet dont elle est l’interlocuteur privilégié. Elle travaille aussi
avec l’ensemble des professionnels, et notamment ceux de l’Éducation Nationale, des divers
services sociaux, des hôpitaux, médecins et spécialistes libéraux, des associations, des services
de police et de gendarmerie, des élus locaux, etc.
Elle doit être aussi en liaison avec le service national d’accueil téléphonique de l’enfance en danger
qui répond de manière permanente au numéro 119 en recueillant notamment les appels des
particuliers. Ce service informe chaque département des appels reçus concernant des mineurs
en danger ou susceptibles de l’être en transmettant désormais à la cellule départementale toute
information préoccupante.

### Les acteurs impliqués dans le fonctionnement de la cellule départementale
La cellule est opérationnelle. Les missions qui lui sont dévolues impliquent la collaboration
de professionnels sociaux et médico-sociaux. Il est indispensable de disposer d’une équipe
pluridisciplinaire et pluri-institutionnelle permanente ayant des compétences techniques dans
le domaine social, éducatif et médical.

L’article L. 226-3 du code de l’action sociale et des familles précise que « Le représentant de l’État
et l’autorité judiciaire lui apportent leur concours ». Ce concours implique une collaboration des
représentants de l’État et de l’autorité judiciaire à la mise en œuvre de la cellule et à son bon
fonctionnement (élaboration du protocole, respect des procédures de recueil et de traitement des
informations, éventuellement lien avec la mise en œuvre d’un protocole d’accueil d’urgence…).
Il importe que la protection judiciaire de la jeunesse et l’Éducation Nationale soient étroitement
associées au fonctionnement de la cellule. La cellule doit pouvoir, en outre, faire appel en tant que
de besoin à la collaboration d’autres personnes ressources : médecins spécialistes, pédopsychiatres,
personnels hospitaliers, juristes, etc.
Pour être opérationnelle, la cellule doit fonctionner sur une plage horaire la plus large possible,
et prévoir les relais nécessaires pour assurer une permanence en lien avec les institutions.

### De nombreux acteurs participent au dispositif départemental
Participent au dispositif départemental tous ceux qui contribuent de manière régulière ou
ponctuelle au recueil des informations préoccupantes, à leur traitement et à leur évaluation.
La loi du 5 mars 2007 dispose dans son article 12 :
« Les services publics, ainsi que les établissements publics et privés susceptibles de connaître des
situations de mineurs en danger ou qui risquent de l’être, participent au dispositif départemental ».
(article L.226-3 du code de l’action sociale et des familles)
Le dispositif concerne, par conséquent, un large éventail d’acteurs du secteur public et privé.
Parmi les plus concernés, figurent les services du département, le parquet, la protection judiciaire
de la jeunesse, l’Éducation Nationale, l'enseignement agricole, les établissements hospitaliers, des acteurs de santé, mais
aussi les services de police et de gendarmerie.
Peuvent également être impliqués les établissements et services pour l’enfance handicapée,
les établissements d’enseignement sous et hors contrat, les services d’accueil de la petite enfance,
les centres communaux et intercommunaux d’action sociale, la direction départementale de
la jeunesse et des sports, etc.
Peuvent également participer à ce dispositif les associations qui concourent à la protection
de l’enfance :
« Le président du conseil général peut requérir la collaboration d’associations concourant à la protection de l’enfance ». (article L.226-3 du code de l’action sociale et des familles). 
Des partenariats avec des acteurs représentatifs du monde professionnel peuvent s’avérer utiles
en tant que relais, par exemple avec le Conseil de l’Ordre des médecins, de l’Ordre des avocats,
etc.
(4) Un référent départemental peut être désigné, ce peut être un conseiller technique de service social.

### Centralisation
La centralisation par la cellule départementale
de toutes les informations préoccupantes
concernant les mineurs en danger
ou en risque de l’être
C’est la mission première de la cellule départementale. Elle recueille, à l’échelle du département,
toutes les informations préoccupantes concernant des enfants en danger ou en risque de
l’être.
À cet effet, la cellule départementale doit être bien identifiée par tous ceux qui, dans le département,
participent ou apportent leur concours à la protection de l’enfance. Il est recommandé que cette
cellule (5) soit unique dans le département.
Toutes les transmissions et les échanges d’informations doivent s’effectuer dans le strict respect
du secret professionnel et de la vie privée des personnes.
« Sauf intérêt contraire de l’enfant, le père, la mère, tout autre personne exerçant l’autorité
parentale ou le tuteur sont préalablement informés de cette transmission selon des modalités
adaptées.» (article L.226-2-1 du code de l’action social et des familles).

### La cellule départementale: lieu unique du recueil
Il s’agit de faire converger vers un même lieu toutes les informations préoccupantes concernant
des mineurs en danger ou en risque de l’être de manière à éviter la déperdition de ces informations.
L’objectif étant de fiabiliser le dispositif de recueil.
L’article L. 226-2-1 du code de l’action sociale et des familles précise que :
« Les personnes qui mettent en œuvre la politique de protection de l’enfance définie à
l’article L. 112-3 ainsi que celles qui lui apportent leur concours transmettent sans délai au
président du conseil général ou au responsable désigné par lui, conformément à l’article
L. 226-3, toute information préoccupante sur un mineur en danger ou risquant de l’être,
au sens de l’article 375 du code civil. »
Les personnes dont il s’agit sont, pour l’essentiel, tous les professionnels et acteurs institutionnels
qui, à l’occasion de l’exercice de leurs fonctions ou de leurs missions, ont à connaître des
informations préoccupantes relatives à la situation de mineurs. Ils sont tenus d’adresser à la
cellule départementale ces informations.
(5) La cellule de recueil, de traitement et d’évaluation est désignée pour la suite du guide cellule départementale.

La loi dispose également :
« Toute personne travaillant au sein des organismes mentionnés au quatrième alinéa de
l’article L. 226-3 qui avise directement, du fait de la gravité de la situation, le procureur
de la République de la situation d’un mineur en danger adresse une copie de cette
transmission au président du conseil général. Lorsque le procureur a été avisé par une
autre personne, il transmet au président du conseil général les informations qui sont
nécessaires à l’accomplissement de la mission de protection de l’enfance confiée à ce
dernier et il informe cette personne des suites réservées à son signalement, dans les
conditions prévues aux articles 40-1 et 40-2 du code de procédure pénale. »
Ainsi, toutes les personnes qui connaissent des situations d’enfants en danger ou supposés l’être,
doivent transmettre les informations qu’elles détiennent à la cellule départementale. Si elles
jugent nécessaire de faire un signalement au procureur de la République, en raison de l’extrême
gravité, elles sont tenues d’en adresser une copie à la cellule départementale.
La loi ajoute : « Lorsque le procureur a été avisé par une autre personne, il transmet au président du
conseil général les informations qui sont nécessaires à l’accomplissement de la mission de protection de l’enfance confiée à ce dernier. »
La cellule départementale doit dès lors être destinataire des informations ainsi transmises par
le parquet lorsque celui-ci a été avisé directement.
En conclusion, quel que soit le circuit de transmission, la cellule départementale a vocation à être
destinataire de toutes les informations préoccupantes et des signalements au parquet.

### La cellule départementale conseille les professionnels
Il est souhaitable que toutes les personnes qui participent au dispositif de protection de l’enfance
puissent s’adresser à la cellule départementale pour avis et conseil lorsqu’elles sont dans le
questionnement et le doute à propos de la situation d’un mineur. À cet égard, il est recommandé
que chaque cellule départementale se dote d’un numéro d’appel à leur disposition (utilisable
en cas de besoin par les personnels de l’éducation, de santé, les services de police et de gendarmerie,
les services municipaux, les associations).

### Les procédures de recueil sont formalisées par protocoles
La loi du 5 mars 2007 réformant la protection de l’enfance invite les acteurs les plus concernés
à formaliser les procédures de recueil par protocoles :
« Des protocoles sont établis à cette fin entre le président du conseil général, le représentant de l’État dans le département, les partenaires institutionnels concernés et l’autorité judiciaire en vue de centraliser le recueil des informations préoccupantes sein d’une cellule de recueil, de traitement et d’évaluation de ces informations. »
Le protocole a pour but d’officialiser les modalités de transmission de toutes les informations
préoccupantes vers la cellule départementale. Il précise le mode opératoire concernant chaque
acteur, ainsi que les modalités de retour d’informations vers les personnes qui ont transmis des
informations préoccupantes telles que prévues par la loi et en tenant compte des procédures
intra-institutionnelles.

### Le rôle de la cellule départementale dans le traitement et l’évaluation des informations préoccupantes
La cellule départementale est garante du traitement et de l’évaluation des informations
préoccupantes.
À ce titre, elle doit veiller à ce que toutes les informations préoccupantes soient prises en compte
dans un délai le plus court possible. Elles font alors l’objet d’un traitement qui implique un
nécessaire temps d’évaluation, modulable selon la situation du mineur. Toutefois durant cette
période, le mineur ne saurait être exposé à un danger sans protection.
Dans l’hypothèse où la cellule départementale n’effectue pas elle-même le traitement des
informations préoccupantes, elle doit pouvoir s’assurer que celles-ci ont bien été traitées, et par
conséquent, elle s’attache à connaître les suites données.
La cellule départementale doit également veiller à ce que les personnes ayant transmis des
informations préoccupantes soient destinataires en retour d’un accusé de réception attestant
de leur prise en compte et de leur instruction. Ces mêmes personnes doivent être informées
de l’issue du traitement.
Cet accusé de réception ne porte ni sur le contenu de l’intervention des professionnels de la
cellule départementale, ni sur l’évaluation de la situation du mineur concerné. Dans le respect du
droit des personnes et de l’intérêt de l’enfant, il doit être limité à ce qui est nécessaire et porter
uniquement sur le fait que les informations préoccupantes ont été prises en compte et traitées
par la cellule départementale.

### La cellule départementale procède à une analyse de premier niveau
À réception de toute information préoccupante, la cellule départementale recherche si la situation
du mineur est déjà connue par les services de protection de l’enfance.
Elle procède, en outre, à une analyse rapide de la situation du mineur afin de déterminer si elle
exige, au vu des éléments, un signalement sans délai au procureur de la République du fait de son
extrême gravité. Il s’agit notamment des situations faisant apparaître que l’enfant est en péril,
qu’il est gravement atteint dans son intégrité physique ou psychique, ou qu’il est peut-être victime
de faits qualifiables pénalement. Les mesures de protection administrative s’avérant d’emblée
inopérantes, la situation du mineur nécessite une protection judiciaire immédiate. Dans le cas de
suspicion d’infraction pénale, il n’appartient pas à l’autorité signalante d’apporter la preuve des
faits allégués ; l’enquête pénale s’attachera à recueillir tous les éléments de preuves nécessaires.

Cette obligation est faite au président du conseil général mais aussi au procureur de la République. La loi prévoit que les signalements
transmis directement au procureur de la République doivent faire l’objet d’un retour d’information : « il informe cette personne des suites
réservées à son signalement, dans les conditions prévues aux articles 40-1 et 40-2 du code de procédure pénale. »

### Le traitement des informations préoccupantes
Si la situation laisse présager que l’enfant est en danger, au sens de l’article 375 du code civil, mais
que les éléments contenus dans l’information préoccupante ne sont pas suffisants pour effectuer
un signalement, la cellule départementale doit veiller à ce qu’une évaluation soit effectuée par
les services départementaux ou, le cas échéant, par ou en liaison avec d’autres acteurs de la
protection de l’enfance.
« Les services publics, ainsi que les établissements publics et privés susceptibles de
connaître des situations de mineurs en danger ou qui risquent de l’être, participent au
dispositif départemental. Le président du conseil général peut requérir la collaboration
d’associations concourant à la protection de l’enfance. »
Par la transmission à la cellule de leur évaluation de situations d’élèves en danger ou qui risquent
de l’être, le service social en faveur des élèves et les médecins de l’Éducation Nationale, de par
leurs missions, participent au dispositif départemental.
Si la situation nécessite un recueil de données complémentaires et une évaluation approfondie
de la situation du mineur, les services médico-sociaux du département assurent ce travail, ou
bien le cas échéant, avec les services de l’Éducation Nationale.

### La cellule départementale est informée de l’issue du traitement des informations préoccupantes
Si la cellule départementale n’assure pas elle-même le traitement et l’évaluation des informations
préoccupantes, elle doit cependant veiller à ce que celles-ci soient traitées dans des délais
impartis.
Dans tous les cas, il importe que la cellule départementale soit informée de l’issue du traitement
des informations préoccupantes quelles qu’elles soient. Il importe également que la cellule
départementale soit informée de la mise en œuvre des décisions administratives ou judiciaires
et de leurs échéances.

### La cellule départementale contribue à l’observation
« Les informations mentionnées au premier alinéa ne peuvent être collectées, conservées et utilisées que pour assurer les missions prévues au 5° de l’article L. 221-1. Elles sont transmisessous forme anonyme à l’observatoire départemental de la protection de l’enfance prévu à l’article L. 226-3-1 et à l’Observatoire national de l’enfance en danger prévu à l’article L. 226.
La nature et les modalités de transmission de ces informations sont fixées par décret. 
Afin de suivre l’évolution de l’enfance en danger dans le département et permettre d’ajuster en
conséquence la politique locale de protection de l’enfance, la cellule départementale transmet
des données «anonymisées» à l’observatoire départemental, ainsi qu’à l’Observatoire national de
l’enfance en danger. Un décret précise les conditions de cette transmission.

## Le secret professionnel et le partage
Avant la loi réformant la protection de l’enfance, aucun partage n’était possible en droit entre
les professionnels soumis au secret professionnel de différents services participant aux missions
de protection de l’enfance.
Dans les faits, la plupart des départements ont mis en place des dispositifs d’analyse commune
des situations, notamment entre les professionnels relevant des services départementaux,
associant le plus souvent des professionnels extérieurs. Mais ces pratiques, tolérées par l’autorité
judiciaire, étaient à la merci d’actions pénales intentées par les parents pour non-respect
du secret professionnel.

### Une nouvelle possibilité
La loi du 5 mars 2007 réformant la protection de l’enfance aménage le secret professionnel pour
permettre à ces professionnels d’échanger entre eux les informations nécessaires à l’évaluation
d’une situation, et à la mise en œuvre des actions de protection. 
La loi introduit, à cet effet, un nouvel article dans le code de l’action sociale et des familles, l’article L. 226-2-2 qui contient
les dispositions suivantes :
« Par exception à l’article 226-13 (*) du code pénal, les personnes soumises au secret professionnel
qui mettent en œuvre la politique de protection de l’enfance définie à l’article L. 112-3 ou qui
lui apportent leur concours sont autorisées à partager entre elles des informations à caractère
secret afin d’évaluer une situation individuelle, de déterminer et de mettre en œuvre les actions
de protection et d’aide dont les mineurs et leur famille peuvent bénéficier. Le partage des
informations relatives à une situation individuelle est strictement limité à ce qui est nécessaire
à l’accomplissement de la mission de protection de l’enfance. Le père, la mère, toute autre personne
exerçant l’autorité parentale, le tuteur, l’enfant en fonction de son âge et de sa maturité sont
préalablement informés, selon des modalités adaptées, sauf si cette information est contraire
à l’intérêt de l’enfant. » (*) « La révélation d’une information à caractère secret par une personne qui en est dépositaire soit par état ou par profession, soit en raison d’une fonction ou d’une mission temporaire, est punie d’un an d’emprisonnement et de 13 000 euros d’amende. ».

### Le secret et son cadre
Tous les professionnels qui apportent leur concours à la protection de l’enfance ne
sont pas astreints au secret professionnel. On distingue en réalité deux catégories de
personnels soumis au secret :
• les personnels soumis au secret professionnel du fait de leur profession ou d’une mission qui leur est confiée. Ils sont définis par la loi (c’est le cas par exemple des assistants sociaux et des élèves assistants en stage) ou par la jurisprudence, lorsqu’elle les désigne en qualité de « confidents nécessaires », dans l’exercice d’une mission qui leur a été confiée en raison de leur fonction professionnelle (c’est le cas des éducateurs, directeurs d’établissement ou encore des psychologues) ;
• les personnels concernés du fait de fonctions particulières. Ils sont soumis au secret professionnel par effet de la loi. Il s’agit par exemple des personnes qui participent aux missions du service d’aide sociale à l’enfance, des personnes qui collaborent au service départemental de protection maternelle et infantile, des agents du service national d’accueil téléphonique pour l’enfance maltraitée.
Il convient de rappeler que l’article 26 de la loi no 83-634 du 13 juillet 1983 précise l’obligation
faite aux fonctionnaires :
« Les fonctionnaires sont tenus au secret professionnel dans le cadre des règles instituées
dans le code pénal. Les fonctionnaires doivent faire preuve de discrétion professionnelle pour tous les faits,
informations ou documents dont ils ont connaissance dans l’exercice ou à l’occasion, de
l’exercice de leurs fonctions. En dehors des cas expressément prévus par la réglementation
en vigueur, notamment en matière de liberté d’accès aux documents administratifs,
les fonctionnaires ne peuvent être déliés de cette obligation de discrétion professionnelle
que par décision expresse de l’autorité dont ils dépendent. »

### Le partage d'informations
« L’intérêt de l’enfant, la prise en compte de ses besoins fondamentaux, physiques, intellectuels, sociaux et affectifs ainsi que le respect de ses droits doivent guider toutes décisions le concernant. »
L’objectif du partage est donc de connaître, de la manière la plus exhaustive possible, la situation
de l’enfant et, si nécessaire, de décider des interventions qui assurent la protection de l’enfant.
- Quelles limites au partage ?

Les informations susceptibles d’être légalement partagées sont strictement limitées à celles qui
sont nécessaires à l’évaluation, à la détermination et à la mise en œuvre d’actions à des fins de
protection du mineur.
Aucun objectif, autre que celui de protection dans l’intérêt de l’enfant, ne permet le partage
d’informations entre professionnels.
Le partage n’est possible qu’après en avoir informé les parents ou la personne exerçant l’autorité
parentale, et l’enfant en fonction de son âge et de sa maturité. Toutefois, cette exigence peut
être levée lorsque l’information préalable est contraire à l’intérêt de l’enfant, par exemple si elle
implique un risque pour l’enfant (article L. 226-2-2 du code de l’action sociale et des familles).